# Emmanuelle Wargon
Pour les articles homonymes, voir Wargon et Stoléru.
Emmanuelle Wargon (prononcé : [emanɥɛl vaʁɡɔ̃]), née Stoléru le 24 février 1971 à Neuilly-sur-Seine (Hauts-de-Seine), est une haute fonctionnaire, lobbyiste et femme politique française.
Après avoir occupé différents postes administratifs au ministère de la Santé, elle rejoint le groupe Danone en qualité de directrice de la communication et des affaires publiques, ce qui l'a amenée à exercer des activités de lobbying industriel, entre autres sur des sujets touchant l'environnement.
En octobre 2018, elle est nommée secrétaire d'État auprès du ministre de la Transition écologique et solidaire. Entre juillet 2020 et mai 2022, elle est ministre chargée du Logement dans le gouvernement Jean Castex. Elle a été présidente du conseil national de Territoires de progrès, parti social-démocrate de la majorité présidentielle, de 2021 à 2022.
Défaite aux élections législatives de juin 2022, elle est nommée à la tête de la Commission de régulation de l'énergie par décret présidentiel en août 2022.

## Biographie

### Famille
Emmanuelle Stoléru naît le 24 février 1971 à Neuilly-sur-Seine (Hauts-de-Seine). Elle est issue d'une famille juive française. Ses grands-parents paternels sont des réfugiés juifs roumains. Son père Lionel Stoléru (1937-2016), polytechnicien, est professeur d'économie et secrétaire d'État de 1976 à 1981 sous la présidence de Valéry Giscard d'Estaing puis de 1988 à 1991 sous la seconde présidence de François Mitterrand. Sa mère (1944-2009) est énarque et administratrice de la ville de Paris. Emmanuelle Stoléru est une enfant unique.
Elle se marie à Mathias Wargon, chef des urgences au centre hospitalier Delafontaine de Saint-Denis,, avec qui elle a trois enfants, nés entre 1998 et 2004.

### Formation
Elle effectue ses études secondaires au lycée Molière de Paris.
Elle est diplômée de l'École des hautes études commerciales de Paris (HEC Paris, promotion 1992), de l'Institut d'études politiques de Paris (1994, section Service Public) et de l'École nationale d'administration (ENA, promotion Marc-Bloch 1995-1997 - même promotion que celle de l'ancien Premier ministre Édouard Philippe).

### Carrière dans le public
Elle commence sa carrière professionnelle en 1997 comme auditrice à la Cour des comptes, avant de devenir, en 1999, rapporteuse devant les commissions de déontologie.
Nommée, en 2001, conseillère technique auprès de Bernard Kouchner, ministre délégué à la Santé, elle rejoint en 2002 l'Agence nationale de sécurité du médicament et des produits de santé en qualité d'adjointe au directeur général,.
Promue, en 2005, conseillère référendaire à la Cour des comptes, elle est, à partir de 2006, directrice déléguée à la coordination et au contrôle interne d'Assistance publique - Hôpitaux de Paris (AP-HP)[réf. nécessaire].
De 2007 à 2010, elle est directrice de cabinet de Martin Hirsch, alors Haut-commissaire aux Solidarités actives contre les pauvretés dans le gouvernement Francois Fillon. Elle est ensuite secrétaire générale des ministères sociaux (Santé, Travail, Sport) jusqu'en 2012, puis déléguée générale à la Formation professionnelle et à l'Emploi au ministère du Travail de 2012 à 2015.

### Danone
Elle quitte la fonction publique en 2015 pour rejoindre la multinationale Danone.
Elle est « directrice de la communication et des affaires publiques », c'est-à-dire lobbyiste chargée de défendre les intérêts de Danone auprès des pouvoirs publics . Elle intervient notamment pour défendre l'huile de palme.

### Secrétaire d'État
Le 16 octobre 2018, lors du remaniement du gouvernement Philippe II, alors qu'Emmanuelle Wargon est encore employée chez Danone, elle est nommée secrétaire d'État à l'Écologie auprès du ministre de la Transition écologique et solidaire, François de Rugy, où elle succède à Sébastien Lecornu.
Ce dernier, promu ministre des Collectivités territoriales, était notamment chargé des questions d'énergie.
Le 14 janvier 2019, elle est désignée avec Sébastien Lecornu pour animer le « grand débat national », organisé afin de sortir de la crise engendrée par le mouvement des Gilets jaunes.

### Ministre du Logement
Le 6 juillet 2020, elle est promue ministre délégué chargé du Logement auprès de la ministre de la Transition écologique Barbara Pompili dans le gouvernement Jean Castex.
Lors des élections régionales de 2021 en Île-de-France, elle se présente sur la liste de Laurent Saint-Martin dans le département du Val-de-Marne, arrivée en cinquième position avec 11,6 % des voix.
Le 5 mai 2022, elle annonce être candidate aux élections législatives de juin 2022 dans la huitième circonscription du Val-de-Marne avec l'investiture de la coalition Ensemble (LREM). Elle est éliminée dès le premier tour en se plaçant en troisième position.

### Commission de régulation de l'énergie
Le 21 juillet 2022, elle est proposée par l'Élysée pour présider la Commission de régulation de l'énergie (CRE, instance chargée d'assurer le bon fonctionnement des marchés du gaz et de l'électricité). Ce projet de nomination doit être avalisé par l'Assemblée nationale et le Sénat. Une majorité de parlementaires s'oppose à cette nomination sans parvenir à réunir la majorité qualifiée qui est d'« au moins trois cinquièmes des suffrages exprimés » nécessaire pour l'annuler. Elle est officiellement nommée le 17 août 2022,,,.

## Polémiques

### Controverses quant à la possibilité de conflits d'intérêts
De nombreux journaux soulignent sa condition d'« ex-lobbyiste en chef » en matière environnementale du groupe Danone, qui l'a amenée à défendre l'huile de palme ou les OGM, ce qui interroge sur le pouvoir des lobbies dénoncé par Nicolas Hulot lors de sa démission d'août 2018,,. De plus, cette succession de hautes fonctions public-privé-public est à nouveau critiquée comme étant un cas de « rétro-pantouflage », comme celui de sa consœur au ministère de la Transition écologique et solidaire, Brune Poirson auparavant employée chez Veolia.
Son ministre, François de Rugy indique que « ce qui serait gênant, ce serait si elle disait aujourd'hui, en tant que secrétaire d'État, « nous allons développer l'huile de palme en France », alors que ce n’est pas notre politique ». Elle fait remarquer que son statut d'ancienne représentante d'intérêts est une « force » pour l'ambition écologique portée par le ministère. Elle souligne « [qu'elle est] une femme libre et une haute fonctionnaire attachée à l'intérêt général ». Elle déclare : « Je me déporterai si je suis en situation de conflit d'intérêts ».

### Critique de la maison individuelle
En octobre 2021, en tant que ministre du Logement, Emmanuelle Wargon estime que la maison individuelle plébiscitée par les ménages français, est devenue un « non sens écologique, économique et social », et défend plutôt les « maisons de villes groupées ». Cette déclaration suscite des critiques, certains notant qu'elle est elle-même propriétaire d'une maison de 150 m2 dans une « ville cossue » du Val-de-Marne. En réaction, la ministre dénonce une « caricature » faite de ses propos,,,,.

## Ouvrages
- Bienvenue en politique : À ceux qui sont tentés de renoncer, Calmann-Lévy, 2021, 432 p. (ISBN 978-2-7021-8417-2).
- Olivier Burot et Emmanuelle Wargon (Préface), Territoires durables, Editions PC, 2021, 80 p. (ISBN 978-2-3781-9018-7).

## Décorations
Le 26 mars 2012, Emmanuelle Wargon obtient la médaille d'honneur de la santé et des affaires sociales, échelon or, de droit en tant que secrétaire générale des ministères chargés des affaires sociales,.
Le 22 novembre 2015, Emmanuelle Wargon est nommée au grade de chevalier dans l'ordre national du Mérite.
Le 29 décembre 2022, elle est nommée au grade de chevalier dans l'ordre national de la Légion d'honneur.